# Кванхидатли
Кванхидатли (ниж.-анд. Кохерлълъи, авар. Кванхидалъ) — село в Ботлихском районе Дагестана, Россия.
Образует сельское поселение село Кванхидатли как единственный населённый пункт в его составе.

## География
Село находится на левом берегу реки Андийское Койсу в 4 км к востоку от села Ботлих.

## Население
| 1869 | 1888 | 1895 | 1926 | 1939 | 1970 | 1989 |
| ---- | ---- | ---- | ---- | ---- | ---- | ---- |
| 401  | ↗543 | ↘419 | ↗420 | ↗610 | ↘306 | ↗440 |
| 2002 | 2010 | 2012 | 2013 | 2014 | 2015 | 2016 |
| ↗878 | ↗921 | →921 | ↘911 | ↘905 | ↘894 | ↗896 |
| 2017 | 2018 | 2019 | 2020 | 2021 | 2023 | 2024 |
| ↗901 | ↘894 | ↘887 | ↘877 | →877 | ↗898 | ↗911 |
| 2025 |      |      |      |      |      |      |
| ↘909 |      |      |      |      |      |      |

## История
В 1947 году населённый пункт ликвидирован, а жители переселены в село Конхидатли Веденского района. Восстановлен в 1958 году в связи с возвращением жителей. Однако часть жителей села не вернулись, а основали село Дзержинское в Хасавюртовском районе на месте бывшего кумыкского хутора Адиль-отар.

## Хозяйство
Традиционным промыслом жителей Кванхидатли является добыча соли.

## Галерея
- Кванхидатли
- Соледобыча в Кванхидатли
- Кванхидатли у въезда с южной стороны